# Калугерски пещери (Байлово)
Скално-култовият комплекс Калугерски пещери, или Манастирски пещери, се намира в Софийска област, на границата между общините Горна Малина и Мирково.
Разположен е в малък варовиков масив, разположен в долината на река Смолска, северната част на рида Белица, в местността Калугерица / Манастирище, на 4,1 km източно от село Байлово (общ. Горна Малина) и на 5,1 km западно от село Смолско (общ. Мирково).
В бигорната скална маса са се образували 4 малки пещери, разположени на височина от 5 до 15 m над нивото на местния терен, известни на местното население като Калугерските дупки. Намерените рисунки и издълбани следи показват, че пещерите са посещавани и използвани още от праисторически времена, без да има ясни датировки. Общи съображения посочват епохата на Енеолита, макар че някои изображения са били датирани като средновековни. Находките са интерпретирани като знаци за палеоастраономически интереси, свързани най-често с различните фази на Луната. Преполагаемо е разчетен и календар, аналог на най-добре запазеният на територията на България слънчев календар в пещерата Магура край село Рабиша. Някои от елементите на комплекса – като скални рисунки и издълбавания са силно повредени от иманярски инвазии.

## Описание
Отворите на кухините са с южно изложение, както и на петте външни скални откоса, по които също се наблюдават врязани в скалата астрономически символи. В съседство е регистриран и звор, водите на който се вливат в река Смолска. Положението на скално-култовия комплекс не е доминиращо над околния терен, но местоположението му е изключително удобно за наблюдение на лунните изгреви и залези. Ограниченият местен хоризонт не позволява оттук да бъде наблюдавано Слънцето и да бъдат определени различните точки на изгреви и залези в четирите годишни сезона. Първите хипотези за предназначението на скално-култовия комплекс е че той е тракийско светилище посветено на Слънцебога. П.Делев, Ив. Панйотов и Ал. Стрезов го причисляват през 1980 година към „подобни“ тракийски култови места като Скалното светилище Палеокастро край Елхово, без да обърнат внимание, че изображенията на т.нар. от тях „каменни слънца“ чувствително се различават от посочени от тях аналози от Сакар и Родопите.
През 1986 година Мария Златкова цялостно документира изображенията и рисунките в скалите по време на експедицията „Пещери и история на България“. Златкова първа обръща внимание на това, че не всички изображения са на пълни окръжности, а се наблюдава и наличието на половинки и четвъртинки, като тя избягва да интерпретира значението на изображенията.
По стените на две от пещерите в масива са нанесени астрономически знаци, а в третата има следи от обработване на стените и свода от човешка ръка, където се е получил отворен обем с формата на паралелепипед. В скално-изсечения паметник са регистрирани 240 изображения – 126 контурни, 37 вкопани и 77 барелефни. Техните размери са различни, като диаметрите им варират в границите от 0,24 до 0,88 m. В няколко научни публикации са приведени доказателства, че затворените полуокръжности изпълнени с трите вида техники – контурни, вкопани и барелефни, представляват изображения на Луната в различните ѝ фази.
Изхождайки от вида на скалата – бигор, учените прилагат Скала на Моос, според която употребяваните инструменти за дълбаенето ѝ е възможно да са били кремъчни, бронз и желязо.
От особен научен интерес са изображенията на затворени полуокръжности, които са 19% от общия брой изображения и за тях хипотетично се предполага, че са недовършени изображения на Слънцето. Техниката на вкопаните изображения е изисквала предварително да се нанесе контур върху скалната повърхност и след това материалът вписан в очертанията да бъде отнет. Тези знаци недвусмислено сочат, че не може да се говори за „каменни слънца“, тъй като не е възможно да се вкопава половин окръжност в диаметър, а след това да се издълбава другата част. Тези вкопани изображения представляват фазите на Луната от видимото ѝ движение край Земята. Графичното им сходство е повече от очевидно. Първите археоастрономически измервания на обекта през 1980-те установяват, че изображенията са пропорционални на видимите фази на Луната през нощната половина на денонощието.
През 70-те и 80—те години сред българските археолози преобладава мнението, че древните земеделско-скотовъдните общества обитавали днешните български земи са боготворели единствено и само Слънцето и съответно са наблюдавали само движението на това небесно тяло. По всяка вероятност Луната също е правила впечатление на древните със своите последователни циклични изменения. Зависимостта на седем дневните и двадесет и осем дневните периоди на смяната на фазите на Луната се установяват много по-лесно и точно, отколкото точките на слънцестоене и равнодействие. Лунните календари у повечето древни земеделско-скотовъдни общества са по-стари от слънчевите такива. (Още Ерих Церен посочва, че Луната е най-простият указател за измерване на времето у древните.)
В скалното светилище при Байлово календарните записи са съставени от знаци за различните фази на Луната, където времевите интервали са с различна продължителност. Предполага се, че закодираните в тях календарни записи започват или завършват не само в синхрон с пълнолунието или с появата на нов лунен сърп. Този ареоастрономически обект рязко се отличава по своя характер от добре изследвани публикувани аналози от Западна Европа. От скално-култовия комплекс са документирани 256 броя отделни изображения на последователните изменения на лунния диск. Много от тях са свързани в групи от знаци, представляващи графични регистрации на определени интервали от време, които представляват календарни записи на определени събития.
Един от записите (серия от издълбани в скалата лунни дискове и сърпове) съставен от три свързани една с друга пълни фази на луната, се разчита като времето, за което ще се повторят две еднакви фази при изгрев или залез на Луната, което е точно определено – 29,5 денонощия.

## Датиране
При траките няма документиран култ към Луната или светилище, посветено на такъв култ. Въпреки това обектът е интерпретиран многократно именно като тракийско светилище посветено на Луната, негласно предполагайки, че това е именно единственото древнотракийско посветено на небесното тяло. Още през 1970-те години Тодор Стойчев поставя проблема за предназначението и прецизното датиране на обекта. Единственият сигурен факт е, че тук безспорно са извършвани астрономически наблюдения на Луната. Не може със сигурност да се твърди, че става въпрос за преплитане на научни познания и религиозен култ. Българските траколози от години се опитват да докажат, че астрономията и религиозният мироглед на траките са преплетени в едно.
Разчитайки някои знаци от „фриза“ като маркиращи особени астрономически събития – напр. периодите между хелиакален изгрев и равеноденствие – Стоев предлага и поддържа за него датировка от 3500 г. пр.н.е.
През 2007 в том посветен на Хенриета Тодорова редакторите резюмират:
"Разкопките ѝ в пещерата при с. Байлово, Софийско, която е второто находище с пещерни рисунки в България, почти идентични с тези от Магурата, показаха, противно на очакванията, че става дума за късно-средновековни рисунки, оставени вероятно от богомилите. Този факт бе потвърден и от получените от Байлово калибрирани 14С дати, които обаче датират гуаното с което са изрисувани изображенията, а не периода на тяхното изографисване."
В. Найденова предлага типология, според която този археологически обект може да бъде отнесен към светилищата, които са се почитали в най-голям район, но са били отдалечени от по-големите селища.
В края на 80-те год. на миналия век Тодор Стойчев и Алексей Стоев сравняват светилището при Байлово с обектите Белинташ, Зайчи връх и Козият камък, където са осъществявани астрономически наблюдения в древността. Астрономическите познания вложени при обекта край Байлово са далеч по-елементарни в сравнение с гореизброените обекти, което според учените обаче свидетелства за далеч по-голямата древност на светилището. Археоастрономическата датировката посочваща средата на четвъртото хилядолетие е неубедителна доколкото се опира на спорно отъждествяване на знаци с определени звезди. Без да е потвърдено от археологически разкопки се предлага отнесянето към началото на II хил. пр. Хр. Изготвена е и условна периодизация за улеснение на бъдещите изследвания. Периодът, в който са използвани контурни вкопани знаци синхронно е маркиран като I период на използване, а като II период на използване е маркиран периодът, в който се е наложило използването на вкопани знаци – т.е. появата на петроглифните изображения на лунния диск. Според Стойчев тази техника е значително по-късна, защото е по-сложна за изпълнение, от гледна точка на развитието на ранното изобразителното изкуство.
В по-късните изследвания и научни публикации Николай Дерменджиев, посочва, че регистрираните вече, към по-ранни дати обекти не могат да характеризират еднозначно като „лунни“. Дерменджиев посочва, че характеристиката „лунни обсерватории“ е доказана от Ал. Том, след измервания и изчисления, в съоръжения от Великобритания и Бретан. Според Дерменджиев липсват доказателства, че съществуват сериозни основания за разделянето на мегалитните обекти-обсерватории на „лунни“ и „слънчеви“, каквото разграничение прави по-ранно Стойчев. Дерменджиев изтъква, че много паметниците, обявени за като „лунни обсерватории“, са запазени частично, което предполага многобройни загуби на астрономически факти – едновременно за движението и фазите на Луната и Слънцето.

## Опазване
Част от рисунките и барелефите в бигорния масив са унищожени от иманяри, а други са покрити с мощна калцитна кора. Районът е покрит с дълбоки трапове, резултат от иманярски инвазии. Обектът е изоставен от отговорните за опазването му институции. Съществуват и информации, че районът е превърнат в сметище.